# امونیم (اسرائیل)
إمونیم (به لاتین: Emunim) یک منطقهٔ مسکونی در اسرائیل است که در جنوب واقع شده‌است.